# Рамазанов, Аманулла Габдулхаевич
Аманулла Габдулхаевич Рамазанов (каз. Аманолла Ғабдолхайұлы Рамазанов; 1 июня 1928, с. Жетекши, Павлодарский район, Павлодарская область, Казакская АССР, РСФСР, СССР — 2009) — советский партийный, государственный и общественный деятель. Первый секретарь Чимкентского обкома КП Казахстана (1972—1978).

## Биография
Член КПСС с 1954 года.
Окончил Алма-Атинский сельскохозяйственный институт. В 1950—1967 годах работал на различных должностях в сфере сельскохозяйственной деятельности в Павлодарской области, в 1967 — 70 годах — первый заместитель министра сельского хозяйства в Казахской ССР.
В 1970—1972 годах — второй секретарь Чимкентского областного комитета партии. В 1972—1978 годах — первый секретарь Чимкентского областного комитета партии. В 1978—1984 годах — первый секретарь Семипалатинского областного комитета партии.
Депутат Верховного Совета СССР 9-го и 10-го созыва.